# Corrosão sob tensão

## Introdução
A corrosão sob tensão é o fenômeno de deterioração de materiais causado pela ação conjunta de tensões mecânicas (residuais ou aplicadas) e meio corrosivo. A CST é caracterizada pela formação de trincas, o que favorece a ruptura do material. Por essa razão, a corrosão sob tensão é comumente chamada de corrosão sob tensão fraturante.Acontece comumente com metais dúcteis.
Na CST, praticamente não se observa perda de massa do material, como é comum em outros tipos de corrosão. Assim, o material permanece com bom aspecto, até que a fratura ocorre. O tempo necessário para a fratura ocorrer depende: 
- da tensão (quanto maior a tensão, menor o tempo. Dessa maneira é aconselhável evitar concentrações de tensões),
- do meio corrosivo,
- da temperatura e
- da estrutura e composição do material (geralmente, materiais com grãos maiores são menos resistente que materiais com grãos menores, por exemplo).

## Mecanismo
Existe uma divergência entre diversos autores de trabalhos sobre a CST. Entretanto, os seguintes aspectos são comumente observados:
Fratura intergranular na corrosão sob tensão: Acontece quando a fratura acompanha o contorno dos grãos do material. O contorno de grão é uma região de maior energia, o que faz com que sua corrosão seja preferível à corrosão do interior do grão. Essa maior energia pode ser causada tanto por uma diferença de composição química entre o contorno e o interior do grão causada por um acúmulo de discordâncias e átomos de impureza quanto pela estrutura desordenada dos átomos que estão numa posição intermediária na malha cristalina. 
Fratura transgranular na corrosão sob tensão: Acontece quando a fratura passa pelo meio dos grãos. Este tipo de trinca está associado a fenomênos de natureza eletroquímica e sua formação e propogação pode ser detida com a utilização de correntes catódicas. Existem muitas teorias para explicar esse tipo de fratura, porém ainda muito divergentes. A fragilização por hidrogênio sustenta uma das teorias mais bem aceitas.

## Exemplos de CST
A corrosão sob tensão é por vezes observada nos seguintes sistemas: 
- Aços doces, na presença de álcalis, ou nitratos. A fratura nesse caso é intercristalina, e o problema se agrava à medida que a dureza do material aumenta.
- Aços de alta resistência mecânica. Esses são sujeitos à fratura em vários ambientes, principalmente nos com presença de cloreto.  
- Ligas de alumínio. Nesse caso, a fratura é intercristalina está relacionada à presença de precipitados formados durante o processo de endurecimento.

## Medidas Preventivas
De maneira a minimizar a corrosão sob tensão, algumas providências podem ser tomadas:
- redução das tensões,
- alterações no ambiente corrosivo (modificar o pH, eliminar presença de oxigênio e cloretos, etc) 
- proteger o material com inibidores químicos ou proteção catódica.